# Заслуччя (зупинний пункт)
Заслу́ччя — залізничний пасажирський зупинний пункт Рівненської дирекції залізничних перевезень Львівської залізниці.
Розташований у селі Заслуччя Дубровицького району Рівненської області на лінії Сарни — Удрицьк між станціями Дубровиця (8 км) та Милячі (6 км).
Станом на серпень 2019 року щодня три пари дизель-потягів прямують за напрямком Здолбунів/Сарни — Горинь/Удрицьк.